# Manuale d'amore
Manuale d'amore és una pel·lícula italiana dirigida per Giovanni Veronesi, estrenada l'any 2005. Ha estat doblada al català. Se'n va fer una seqüela l'any 2007 i una tercera pel·lícula el 2011.

## Argument
Descriu les quatre fases de l'amor: «l'enamorament sobtat», «la crisi», «la traïció» i «l'abandó». Consta de quatre episodis protagonitzats per parelles diferents. Es tracta d'històries normals i extraordinàries, dolces i iròniques, romàntiques i divertides.

## Repartiment
- Carlo Verdone: Goffredo
- Luciana Littizzetto: Ornella
- Silvio Muccino: Tommaso
- Sergio Rubini: Marco
- Margherita Buy: Barbara
- Jasmine Trinca: Giulia
- Rodolfo Corsato: Alberto Marchese
- Dino Abbrescia: Gabriele
- Sabrina Impacciatore: Luciana
- Anita Caprioli: Livia
- Anna Orso: la mare de Margherita

## Premis
- 2004: Premis David di Donatello: Millor actor secundari i actriu secundària. 12 nominacions